# Federico Pintos
César Federico Pintos Álvarez (Montevideo, 17 novembre 1992) è un calciatore uruguaiano, centrocampista del Salus.

## Carriera
La sua carriera da calciatore professionista inizia nel 2011, esattamente il 13 agosto, quando debutta con la maglia del Defensor Sporting in occasione del match contro il Rampla Juniors. Il 24 settembre, in occasione del match di campionato giocato contro il Rentistas, riceve la sua prima ammonizione in carriera. Segna un gol, il primo in carriera, il 19 novembre durante il match, vinto, contro il Bella Vista.